# Kozjak pri Ceršaku
Kozjak pri Ceršaku je naselje v Občini Šentilj.